# بيتر فوغل (دراج)
بيتر فوغل هو دراج سويسري، ولد في 5 أغسطس 1939 في غلروس في سويسرا.

## وصلات خارجية
- بيتر فوغل على موقع أوليمبيديا (الإنجليزية)